# Manostachya ternifolia
Manostachya ternifolia là một loài thực vật có hoa trong họ Thiến thảo. Loài này được E.S.Martins mô tả khoa học đầu tiên năm 1981.